# 武聖夜市
武聖夜市（ぶせいよいち）は台湾・台南市中西区で開催されている夜市の1つ。花園夜市、大東夜市、小北成功夜市と並んで、台南四大夜市の1つに数えられる。水曜日と土曜日に開催されている（2022年時点）。
1984年より始まった夜市である。屋台の数は約250ほどで他の夜市と比べると少ないが、料理、ゲーム、物販（衣料品、履き、日常雑貨など）の屋台もバランスよくあるのが特徴。
台湾でも最大級の規模の花園夜市が開催されるようになってからは客足が減っていたが、若者層を中心に盛り返してきている（2023年時点）。
台南市出身の元メジャーリーガー王建民は武聖夜市が好きで、幼い頃から通っていたことで知られる。

## 代表的な屋台
- アーチェリー[2]
- QQボール[3]
- 鶏蛋糕[3]